# 英連邦王国

青が現在のコモンウェルス・レルム。赤が過去のコモンウェルス・レルム。

コモンウェルス・レルム（英: Commonwealth realm）は、コモンウェルス首長を兼ねるイギリスの君主（法人としての国王も参照）を自国の君主として戴く、個々の独立した主権国家を指す。2022年の時点でいずれもコモンウェルス・オブ・ネイションズ (イギリス連邦)の加盟国の15か国がこれに当たる。
日本語と中国語では「英連邦王国（えいれんぽうおうこく）」と漢字表記にすることが多い。

## 概要

### 各国の地位・関係
コモンウェルス・レルムのうちイギリス以外は、かつてイギリスの植民地だったが、現在では、イギリスと対等な独立・主権国家であり、イギリスを含む各国は、人的同君連合（同一人が複数の国の君主を兼ねている・共通の中央政府を有さない・法人としての国家も別々）の関係にあたり、君主の地位（王位）も各々が独立している。
例えばチャールズ3世は、バハマで「バハマ国王」として、カナダで「カナダ国王」として、ツバルで「ツバル国王」として、それぞれ君臨する（君臨すれども統治せず）のであり、いずれも決して「イギリス国王」としてではなく、それぞれの独立国家の君主として君臨する。
20世紀の半ば（第二次世界大戦終結）までは「自治領（ドミニオン、英: dominion）」と呼ばれていたものの、1926年の帝国会議で主権的地位がイギリスから承認され、1931年のウェストミンスター憲章の採択によって実質的に独立国となった。
このウェストミンスター憲章の時点では、まだ法人としてのイギリス国王への忠誠が自治領の条件として残っていたが、それも1949年のロンドン宣言によって不要となり、この頃から「自治領」の呼称も使用されなくなったことで、「Commonwealth realm（コモンウェルス・レルム）」と呼ばれるようになった。

### 王位の関係・継承
現在の君主はチャールズ3世であり、その王位の法定推定相続人はウィリアム皇太子である。
前述の通り、あくまでも同一人物を共通の君主として戴く独立国家どうしの関係のため、各々の王位は相互に独立している関係にある。それゆえ、王位継承の資格や順序を改める際には、各国で足並みを揃えて国内法を改正する必要があり、その実例として、2011年に王位継承順位などを改めるパース協定が各国間で締結され、全ての国において法的手続きが完了した2015年に新たな王位継承ルールが発効している。
現在のチャールズ3世のように君主が男性の場合、いずれの王位も名称が「King（キング）」となり、それが女性であれば「Queen（クイーン）」となる、という点も同様・共通である。

### 総督
君主は基本的にイギリスに在住しているため、イギリス以外ではその任命する総督が代理を務める（各国内の序列の上で国王に次ぐ次席にあたる）。
いずれの国も、政体の基礎としてイギリス式のウェストミンスター・システムを採用し、形式上の君主主権の下、「議会における国王」の概念に則り、法人としての国王に帰属する国王大権が議会を通じて行使され、首相が実質的な政治リーダーを務める議院内閣制によって統治されており、君主や総督は、首相・内閣や枢密院からの助言（輔弼）の通りに名目上の大権を行使するものとされ、その職務の多くが儀礼的・形式的な行為であり、「君臨すれども統治せず」の原則が貫かれている。
総督の人選も各国内で行われ、各国の政府（首相や内閣）から推薦された人物が君主によって総督に任命される。

### 市民権
コモンウェルス市民権は、かつてはイギリスに在留するための幅広い権利を持っていたが、1962年の移民法から次第に権利が制限されていった。1971年には祖先がイギリスで生まれた者に対する移民制限がいったん緩和されたものの、イギリスへの入国や在留には許可が必要となった。1980年代にほとんどの植民地が独立国家となったため、コモンウェルス市民権のイギリス国内での特権は、国籍法改正によってほぼ抹消された。
ただし、市民権にはイギリス軍入隊資格があり、イギリス居住時には警察への外国人登録を免除される資格があり、イギリスの公務員職に就職できる場合もある。

## 現在の君主
| 歴代               | 肖像 | 名            | 英          | 誕生                   | 即位         | 在位期間 | 続柄                     |
| ------------------ | ---- | ------------- | ----------- | ---------------------- | ------------ | -------- | ------------------------ |
| ウィンザー朝 第5代 |      | チャールズ3世 | Charles III | 1948年11月14日（76歳） | 2022年9月8日 | 2年341日 | 女王エリザベス2世第1王子 |

### 一覧
現在、以下の15のコモンウェルス・レルムが3つの大陸に点在しており (北アメリカ：9、オセアニア：5、ヨーロッパ：1)、総面積(南極領有権を除く)は1,870万㎢(720万平方マイル)、人口は1億5000万以上である。
| 国旗 | 国名                                              | 人口 (2021年) | 加盟年                             | 王旗 | 総督                                 | 首相                           |
| ---- | ------------------------------------------------- | ------------- | ---------------------------------- | ---- | ------------------------------------ | ------------------------------ |
|      | アンティグア・バーブーダ (国王)                   | 93,219        | 英国から独立した1981年             | 無   | ロドニー・ウィリアムズ 総督          | ガストン・ブラウン首相         |
|      | オーストラリア (国王)                             | 25,921,089    | ウェストミンスター憲章採択の1942年 |      | サム・モスティン総督                 | アンソニー・アルバニージー首相 |
|      | バハマ (国王)                                     | 407,906       | 英国から独立した1973年             | 無   | シンシア・A・プラット総督            | フィリップ・デイヴィス首相     |
|      | ベリーズ (国王)                                   | 400,031       | 英国から独立した1981年             | 無   | フロイラ・ツァラム総督               | ジョニー・ブリセーニョ首相     |
|      | カナダ (国王)                                     | 38,155,012    | ウェストミンスター憲章採択の1931年 |      | メアリー・サイモン総督               | マーク・カーニー首相           |
|      | グレナダ (国王)                                   | 124,610       | 英国から独立した1974年             | 無   | セシル・ラ・グレネード総督           | ディコン・ミッチェル首相       |
|      | ジャマイカ (国王)                                 | 2,827,695     | 英国から独立した1962年             |      | パトリック・アレン総督               | アンドリュー・ホルネス首相     |
|      | ニュージーランド (国王)                           | 5,129,727     | ウェストミンスター憲章採択の1947年 |      | シンディ・キロ総督                   | クリストファー・ラクソン首相   |
|      | パプアニューギニア (国王)                         | 9,949,437     | オーストラリアから独立した1975年   | 無   | ボブ・ダダイ総督                     | ジェームズ・マラペ首相         |
|      | セントクリストファー・ネイビス (国王)             | 47,606        | 英国から独立した1983年             | 無   | マルセラ・リバード総督               | テランス・ドリュー首相         |
|      | セントルシア (国王)                               | 179,651       | 英国から独立した1979年             | 無   | エロール・チャールズ総督             | フィリップ・ピエール首相       |
|      | セントビンセント・グレナディーン (国王)           | 104,332       | 英国から独立した1979年             | 無   | スーザン・ドゥーガン総督             | ラルフ・ゴンサルヴェス首相     |
|      | ソロモン諸島 (国王)                               | 707,851       | 英国から独立した1978年             | 無   | デビッド・ティヴァ・カプ総督         | ジャーマイア・マネレ首相       |
|      | ツバル (国王)                                     | 11,204        | 英国から独立した1978年             | 無   | トフィガ・ヴァエヴァル・ファラニ総督 | フェレティ・テオ首相           |
|      | グレートブリテン及び北アイルランド連合王国 (国王) | 67,281,039    | 合同法制定後の1801年               |      | N/A                                  | キア・スターマー首相           |

### 独自の王位を持たないがコモンウェルス・レルムに含まれる国・地域
ニュージーランド国王を君主として戴くコモンウェルス・レルムたる、ニュージーランド王国（レルム・オブ・ニュージーランド、英: Realm of New Zealand）には、ニュージーランドのみならず、以下の地域が含まれる。
1. ニュージーランドと自由連合を結び、それぞれ数十か国に国家として承認されている、事実上の独立国。
  1.  クック諸島
  2.  ニウエ
2. その他の地域
  1.  トケラウ（国際連合非自治地域リストに掲載）
  2. ロス海属領（南極においてニュージーランドが領有権を主張している地域）

## 過去のコモンウェルス・レルム

シエラレオネ女王旗

トリニダード・トバゴ女王旗

マルタ女王旗

モーリシャス女王旗

バルバドス女王旗

なお、この中で1952年以降に独立した国家には女王のエリザベス2世のみが在位したことから、「国王（男）」は存在しない。
- アイルランド自由国（1931年-1937年、成立は1922年） 現アイルランド共和国
- インド連邦（1947年-1950年） 現インド共和国
- ウガンダ（1962年-1963年） 現ウガンダ共和国
- ガーナ（1957年-1960年） 現ガーナ共和国
- ガイアナ（1966年-1970年） 現ガイアナ共和国
- ガンビア（1965年-1970年） 現ガンビア共和国
- ケニア（1963年-1964年） 現ケニア共和国
- シエラレオネ（1961年-1971年） 現シエラレオネ共和国
- セイロン（1948年-1972年） 現スリランカ民主社会主義共和国
- タンガニーカ（1961年-1962年） 現タンザニア連合共和国
- トリニダード・トバゴ（1962年-1976年） 現トリニダード・トバゴ共和国
- ナイジェリア連邦（1960年-1963年） 現ナイジェリア連邦共和国
- パキスタン（1947年-1956年） 現パキスタン・イスラム共和国、バングラデシュ人民共和国
- バルバドス（バルバドス国王、1966年-2021年[6][7]）
- フィジー（1970年-1987年） 現フィジー共和国
- マラウイ（1964年-1966年） 現マラウイ共和国
- マルタ国（1964年-1974年） 現マルタ共和国
- 南アフリカ連邦（1931年-1961年、成立は1910年） 現南アフリカ共和国
- モーリシャス（1968年-1992年） 現モーリシャス共和国

### ドミニオンであったがコモンウェルス・レルムにならなかった地域
- ニューファンドランド - 自治領（ドミニオン）の1つであったが、ウェストミンスター憲章を批准しなかったため、コモンウェルス・レルムと見做されず、その後、現在ではコモンウェルス・レルムであるカナダを構成するニューファンドランド・ラブラドール州となっている。
- ローデシア・ニヤサランド連邦 - 現在のザンビア、ジンバブエ、マラウイの3か国。

### 即位を拒否した地域
- ローデシア - 1965年に一方的に独立を宣言し、またローデシア政府はコモンウェルス・レルムの一員としてエリザベス2世をローデシア女王として承認したことを発表した。しかし当人はこれを拒否し、結局1970年にローデシアが共和制への移行を宣言したことで空位のまま消滅した。